# مهرجان سيدي تليل
مهرجان سيدي تليل هو تظاهرة ثقافية متنوعة بين السينما، الموسيقى، وعروض للفروسية إلى جانب مهرجان الطفل. تدور فعالياته بفريانة في ولاية القصرين من 12 إلى 30 أوت.

## الدورات السابقة
احتفل المهرجان في سنة 2008 بدورته 44 بنفس العروض الفرجوية الشيقة والحضور الجمهوري الغفير، نظرا لكونها التظاهرة الاحتفالية الأولى التي تميز المدينة.